# Udvar
Udvar è un comune dell'Ungheria di 159 abitanti (dati 2008) situato nella contea di Baranya, regione Transdanubio Meridionale